# Enterprise (Alabama)

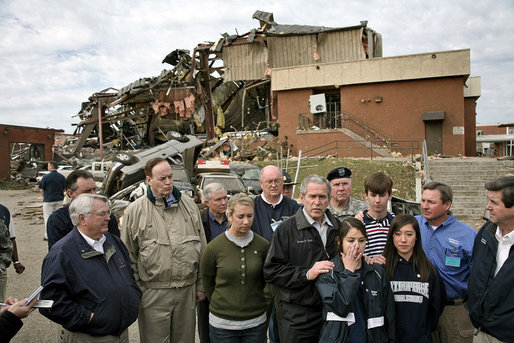

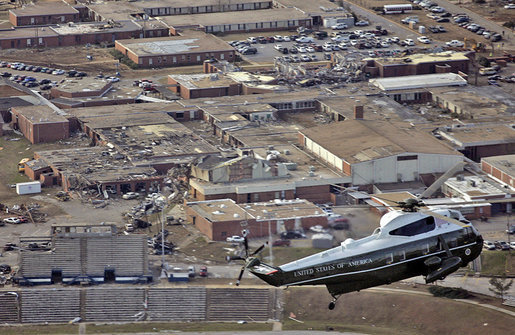

Enterprise é uma cidade localizada no estado americano do Alabama, no Condado de Coffee e Condado de Dale.

## Demografia
Segundo o censo americano de 2000, a sua população era de 21.178 habitantes.
Em 2006, foi estimada uma população de 23.653, um aumento de 2475 (11.7%).

## Geografia
De acordo com o United States Census Bureau, a localidade tem uma área de 80,4 km², dos quais 80,2 km² cobertos por terra e 0,2 km² cobertos por água. Enterprise localiza-se a aproximadamente 96 m acima do nível do mar.

## Localidades na vizinhança
O diagrama seguinte representa as localidades num raio de 24 km ao redor de Enterprise.